# Johanna Bontekoning
Johanna Bontekoning (getauft 3. August 1721 in Amsterdam; gestorben 3. Mai 1789 ebenda) war eine niederländische Stifterin. Sie gründete das Bestedelingenhuis (Waisenhaus) der reformierten Diakonie Amsterdam.

## Leben
Johanna Bontekoning wurde am 3. August 1721 in Amsterdam getauft. Sie war die Tochter des Holzmaklers Dirk Bontekoning (1686–1736) und  der Geertruij Colonius (1685–1756). Bontekoning war das jüngste Kind der Familie und hatte einen Bruder Floris und zwei Schwestern Gesina und Geertruy. Die Familie zog 1735 in die Herengracht, dort starb ihr Vater bereits im Jahr 1736. Johanna Bontekoning heiratete 1755 in Amsterdam den Pfarrer Johannes Boskoop (1714–1772). Ihre Mutter starb ein Jahr später, im Jahr 1756. Danach erbte jedes Kind der Familie eine Summe von 45.000 Gulden. Zwölf Jahre später erbten die Kinder der Bontekonings auch Anteile des umfangreichen Erbes ihres Onkels Hendrik Colonius. Ihr Mann Johannes Boskoop starb 1772 und fünf Jahre später heiratete sie erneut, diesmal den Kaufmann und Schiffseigner Jan van Mekeren (1718–1791). Das Paar verbrachte seine Sommer wahrscheinlich in Loenen aan de Vecht, wo Van Mekeren das Haus Vrederust besaß.
Johanna Bontekoning starb am 3. Mai 1789. Sie vermachte dem Diakonen der reformierten Kirche von Amsterdam dreißigtausend Gulden, mit der Bitte, mit diesem Geld ein Wohltätigkeitshaus zu gründen. Zuvor wurden Personen, Männer, Frauen und Kinder bei Privatpersonen untergebracht. So war auch die Betreuung dieser Personen schwierig und Johanna Bontekoning war als Diakonin damit vertraut und wollte mit dieser Spende dafür sorgen, dass sofort ein Heim gebaut werden konnte. Mit dem Bau wurde 1789 begonnen und am 9. Dezember legte ihr Witwer, Jan van Mekeren den Grundstein und spendete weitere tausend Gulden. Zwei Jahre später wurde das Gebäude an der Nieuwe Herengracht fertiggestellt. Das Bestedelingenhuis war bescheiden eingerichtet: Aus Platzgründen mussten sich Bedürftige angeblich manchmal ein Bett teilen. Anlässlich der Grundsteinlegung wurde ein Fassadenstein mit folgendem Text eingelassen: „Die sanfte Liebe von Johanna Bontekoning/ Gab Jesus armen Leuten dieses nützliche Haus zum Wohnen/ [...]/ Nun ruht sie von ihrer Arbeit, sie sieht ihre Liebe belohnt/ Ihre Arbeit, aus Gnade, gekrönt mit ewiger Erlösung“.